# 159

## Nașteri
- dată necunoscută: Gordian I  (d. 238)